# Floridablanca (Pampanga)
Floridablanca (Bayan ng Floridablanca) är en kommun i Filippinerna. Kommunen ligger på ön Luzon, och tillhör provinsen Pampanga. Folkmängden uppgår till 85 394 invånare.

## Barangayer
Floridablanca delas in i 33 barangayer.
| - Anon - Apalit - Basa Air Base - Benedicto - Bodega - Cabangcalan - Calantas - Carmencita - Consuelo - Dampe - Del Carmen | - Fortuna - Gutad - Mabical - Malabo - Maligaya - Nabuclod - Pabanlag - Paguiruan - Palmayo - Pandaguirig - Poblacion | - San Antonio - San Isidro - San Jose - San Nicolas - San Pedro - San Ramon - San Roque - Santa Monica - Solib - Valdez - Mawacat |